# Dannia Figueroa
Dannia Stefanny Figueroa Duque (ur. 17 maja 1994) – kolumbijska zapaśniczka walcząca w stylu wolnym. Zajęła siódme miejsce na igrzyskach panamerykańskich w 2019. Piąta na mistrzostwach panamerykańskich w 2018. Brązowa medalistka igrzysk Ameryki Południowej w 2018. Wicemistrzyni panamerykańska juniorów w 2012 i 2013 roku.